# Z 8100
,,
Les Z 8100, également désignées MI 79 et MI 84, sont les premières rames d’interconnexion des réseaux de la RATP et de la SNCF en Île-de-France. Les MI 79, conçues dans les années 1970 pour la ligne B du RER sont suivies par une version dérivée, les MI 84, prévues pour répondre aux besoins de la ligne A du RER, avant d'être pour partie affectées au RER B.
Tous les éléments sont couplables en unités multiples. Un train rénové a une capacité de 850 voyageurs par élément, soit 1 700 voyageurs par rame de deux éléments.

## Caractéristiques techniques

### MI 79
Dans la perspective de l'exploitation complète de la ligne B du RER, sans rupture de charge à la gare du Nord, la SNCF (exploitante au nord de la ligne) et la RATP (exploitante au sud de la ligne), commandent à la Société franco-belge, aux  Ateliers de construction du Nord de la France et à la Compagnie électro-mécanique, 82 éléments MI 79. La principale qualité de ce nouveau matériel est d'être compatible avec les particularités des deux réseaux dont les principales différences sont, à l'époque de la conception de ce type de rame :
- des quais hauts au sud sur la partie RATP et des quais mi-hauts sur la partie nord SNCF[réf. nécessaire] ;
- une alimentation en 1,5 kV continu sur la partie de la RATP et en 25 kV monophasé pour la partie de la SNCF[4].

Ces engins composés de 4 caisses (2 motrices encadrant 2 remorques) possèdent deux pantographes de type AM 62 BU qui sont positionnés sur les remorques formant ainsi deux demi-rames indépendantes. Leurs caractéristiques techniques sont alors les suivantes :
- 8 moteurs de traction[4] ;
- 2 824 kW de puissance totale[4] ;
- 208 tonnes en ordre de marche[4] ;
- 105,05 m de longueur hors tout[4] ;
- 140 km/h de vitesse maximale[4] ;
- Chaine de traction à thyristors refroidis par ventilation forcée[4] ;
- Freinage à récupération sous 1,5 kV[4] ;
- Freinage rhéostatique sous 1,5 kV et 25 kV[4] ;
- Freinage pneumatique par sabots et disques[4] ;
- Freinage par patins électromagnétiques sur les motrices[4] ;
- Commutation automatique 1,5 kV/25 kV[4] ;
- Quatre accès par face latérale ;
- Marche mobile à chaque porte[4] ;
- Intercirculation[5] par des portes à deux vantaux.

Ces rames sont prévues dès l'origine pour la conduite à agent seul : c'est le conducteur qui sélectionne le côté d'ouverture des portes et qui effectue leur fermeture. Grâce aux caméras disposées sur le quai, le conducteur peut contrôler le service voyageurs via des écrans vidéos disposées au niveau de la tête de quai.
Répartis à raison de 51 rames pour la SNCF et 31 pour la RATP, toutes les rames de cette première commande constituent la première sous-série, de la Z 8101/2 à la Z 8263/4 dite par la suite MI 79 A.
Une seconde commande portée par la seule RATP de 38 éléments supplémentaires sera livrée à la suite des 82 premiers éléments créant ainsi la sous-série MI 79 B, de la Z 8265/6 à la Z 8339/40. Cette série fait l'objet de simplifications qui seront ensuite reconduites sur les rames MI 84[réf. nécessaire] :
- suppression de l'extraction forcée d'air des compartiments voyageurs[réf. nécessaire] ;
- simplification de l'attelage entre éléments[réf. nécessaire] ;
- suppression de la commande de secours du frein par la conduite générale, commande initialement prévue pour secourir la commande électrique du frein[réf. nécessaire] ;
- simplification de la commande des portes (plus de possibilité d'ouverture simultanée des portes des deux côtés des voitures, plus de possibilité pour le voyageur de rouvrir partiellement une porte après sa fermeture)[6].

Tous ces matériels sont couplables entre eux et avec les MI 84. La longueur des quais des deux lignes A et B limite les unités multiples (UM) à deux éléments au maximum en service commercial.

#### Aménagement intérieur

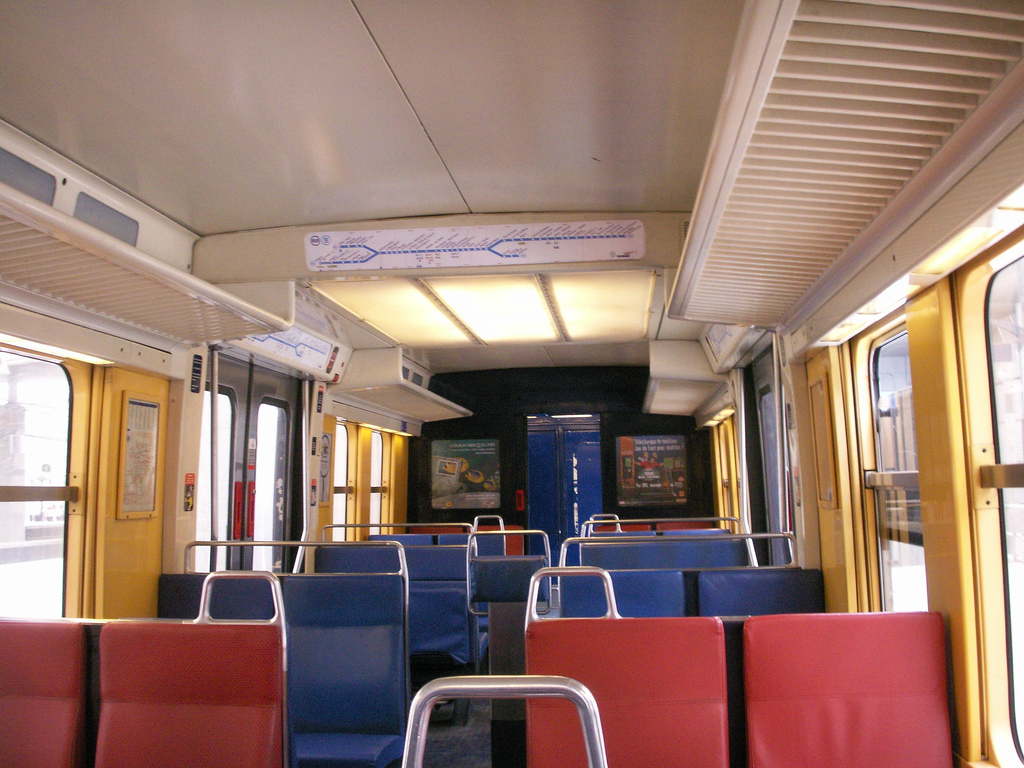
Intérieur d'une rame MI 79 d'origine.

Une rame est composée de la façon suivante :
- une motrice de la série ZBD 8100 impaire ;
- une remorque ZRB 28100 impaire ;
- une remorque ZRAB 28100 paire, mixte première et deuxième classe ;
- une motrice de la série ZBD 8100 paire.

La décoration intérieure d'origine des MI 79, avec trois couleurs (bleu, jaune et rouge), est l’œuvre du designer Michel Buffet, né en 1931, qui avait précédemment conçu l'intérieur des avions Dassault Mystère 20 et Concorde. La disposition des places est en 2 + 2 (disposition héritée des MS 61 et des Z 23000) et est constituée de 312 sièges individuels (dont 32 en première classe) recouverts de Skaï rouge ou bleu et de 112 strapontins,, permettant d'accueillir jusqu'à 843 voyageurs. Les plates-formes sont équipées d'un appui-tronc,.

### MI 84

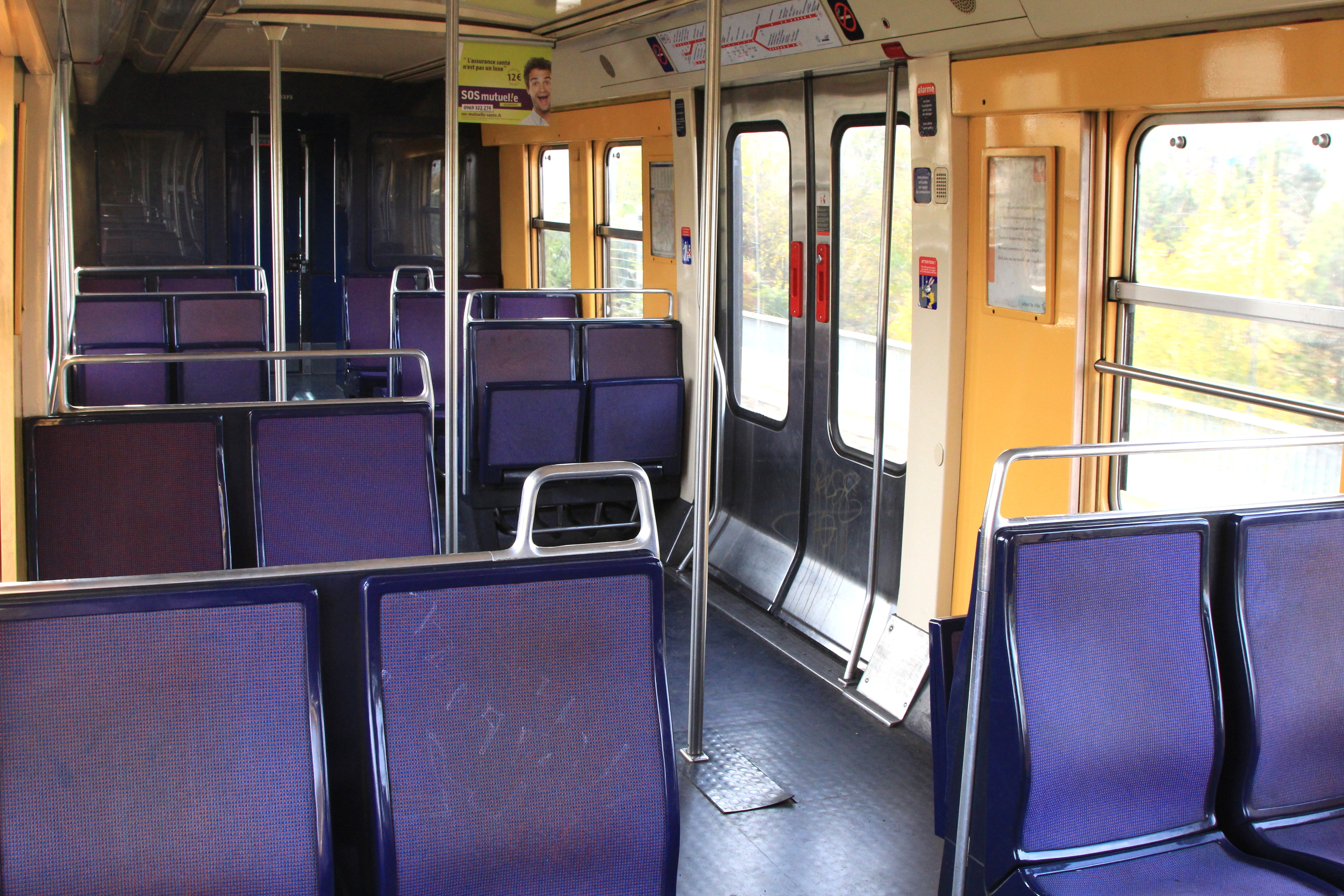
Intérieur d'une rame MI 84 après agrandissement des plateformes.

La rame MI 84 constitue une évolution du type MI 79B développée pour la RATP afin d'exploiter la ligne A du RER, en complément des rames MS 61 déjà en service. Les rames MS 61 étaient en effet en nombre insuffisant et ne pouvaient pas circuler sur la future branche de Cergy-Pontoise alimentée en 25 kV alternatif. L'objectif de cette évolution était d'une part une diminution des coûts d'acquisition et de maintenance par rapport au MI 79 et d'autre part l'exploitation des progrès technologiques récents ; les rames MI 84 devaient cependant garder la même structure mécanique et électrique que les MI 79 et rester couplables avec les rames de la série précédente.
Les principales simplifications apportées aux MI 84 par rapport aux MI 79B sont :
- l'évolution du compartiment voyageurs afin de placer au plafond le circuit de chauffage et de ventilation pour en diminuer le coût ; cette modification du système de chauffage et de ventilation conduit à la suppression des porte-bagages jugés peu utiles sur le RER A et au réaménagement de l'éclairage des voitures[8] ;
- la simplification des moteurs de traction (utilisation des mêmes moteurs que ceux des Z2N de la SNCF)[6] ;
- 120 km/h de vitesse maximale[4],[8],[10] ;
- La suppression de l'intercirculation[8] et donc des bourrelets entre voitures ;
- Le remplacement du Skaï des sièges par un revêtement anti-lacération violet[5] ;
- Le remplacement des appuis-troncs par une barre monotube[4],[8].

En complément de ces simplifications, les systèmes électrotechniques sont modifiés et modernisés :
- commande du pont redresseur par microprocesseur ;
- évolution du schéma du hacheur de commande des moteurs de traction ;
- refroidissement par fluide caloporteur des thyristors du hacheur ;
- commande du hacheur par microprocesseur (commande analogique sur le MI 79) ;
- suppression du freinage rhéostatique (utilisé sur le MI 79 notamment dans les zones alimentées en 25 kV alternatif) ;
- « auto-excitation » des moteurs de traction en phase de récupération d'énergie ;
- simplification et diminution de la puissance du convertisseur statique du train (de 95 kVA à 30 kVA), permise notamment par l'« auto-excitation » des moteurs de traction en phase de récupération[6] ;

Une série de 73 rames MI 84 est acquise par la RATP. Elles sont numérotées à la suite des MI 79 : 8341/2 à 8485/6.
La première est mise en circulation le 5 mars 1984. Dès lors, 73 éléments sont affectés au RER A. À l'origine, la capacité des MI 84 est identique à celle des MI 79. Toutefois, sur le  RER A, pour résoudre les problèmes liés à l'affluence, 4 places en vis-à-vis sont supprimées de chaque côté des plates-formes d'accès (sauf en première classe). Le nombre de strapontins reste identique (112) mais le nombre de sièges est réduit à 216,.

## Évolution

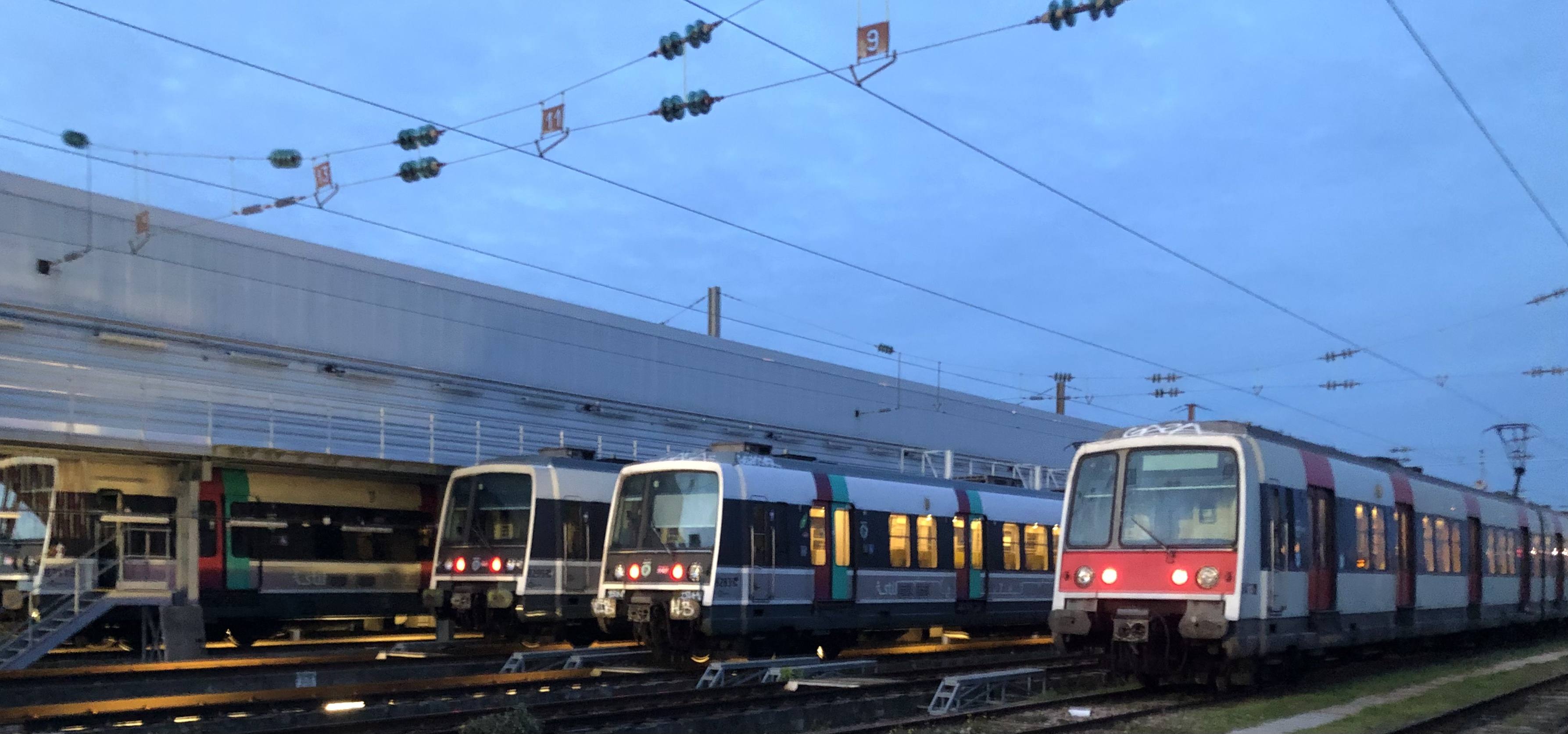
MI 79 et MI 84 au dépôt de Mitry - Claye.

Tous les MI 79 affectés au RER B, sont entretenus aux ateliers de Massy - Palaiseau et de Mitry-Mory par la RATP, y compris les matériels appartenant à la SNCF, grâce à une convention liant les deux exploitants. Au cours de leurs premières années d'exploitation, la RATP a procédé au remplacement du refroidissement par ventilation forcée des thyristors par l'usage d'un fluide caloporteur sur les MI 79 lui appartenant, identique au système équipant les MI 84. Les appuie-tronc de son parc sont également remplacés par des barres à trois branches. Tous les MI 79 ont également reçu l'installation du secours-défreinage, permettant, dans certains cas, d'isoler à distance un bogie défectueux. Ils ont également reçu le dispositif dit contrôle de vitesse par balises (KCVP) avant 2003 puis de nouvelles girouettes à diodes pour afficher les codes missions à la fin des années 2000 (alternant nom de mission – avec numéro – et destination) semblables à celles des rames MS 61 rénovées et de la partie sonore du SISVE.

### Rénovation des MI 79

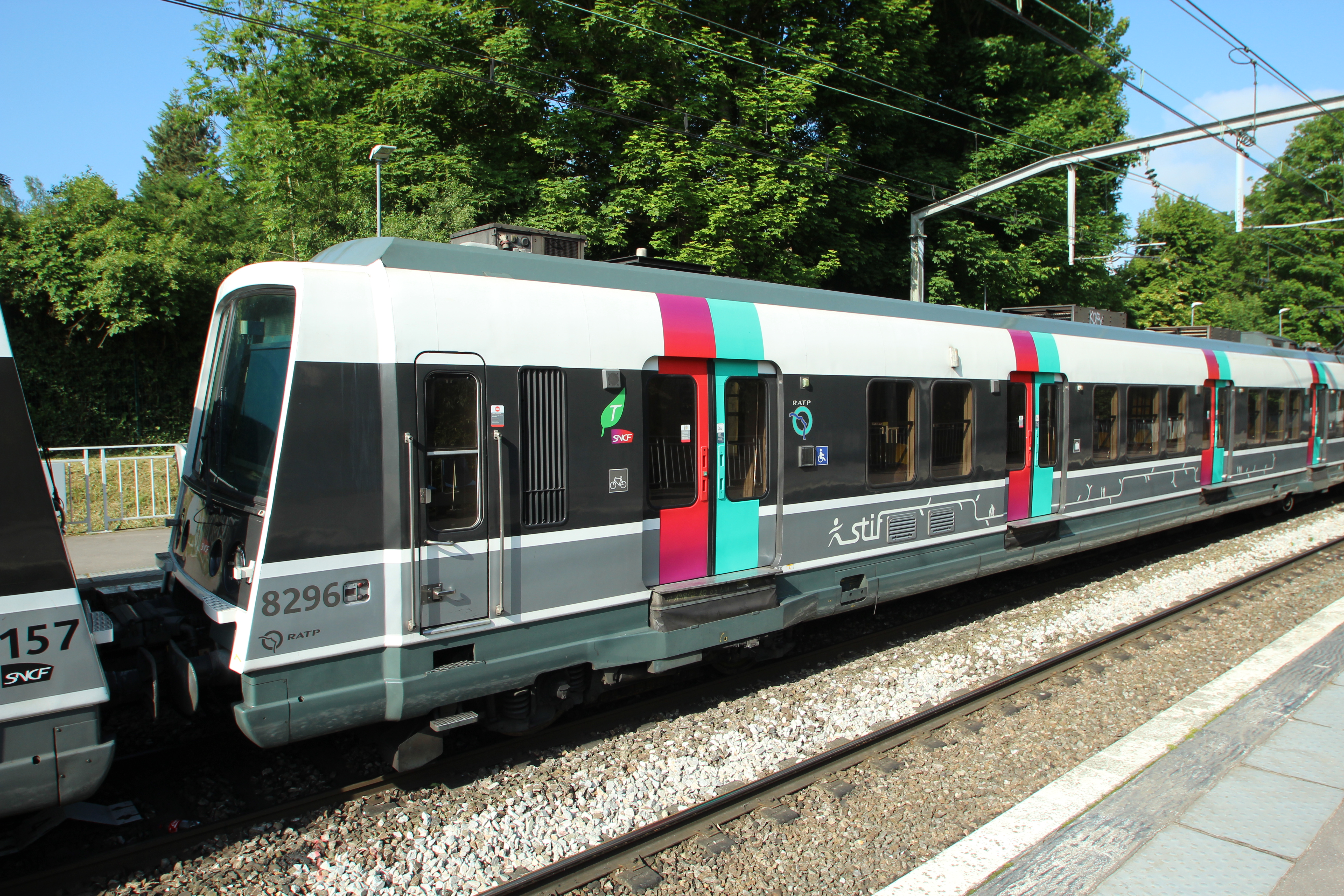
Vue latérale d'un MI 79 rénové.

Une rénovation plus importante des 119 rames MI 79 du RER B, tant intérieure qu’extérieure, s’élevant à 274,75 millions d’euros et étalée de 2010 à 2015, comportera notamment une mise à jour technique, l’installation de la ventilation réfrigérée et de la vidéosurveillance, la suppression des porte-bagages longitudinaux et la création d’espaces à bagages à la place d'un bloc de quatre sièges, l'alimentation des codes missions sur batterie, le verrouillage des portes d’intercirculation et l’amélioration de l’accessibilité. Cependant les espaces à bagages présents à la place des blocs de quatre sièges sur les premières rames rénovées seront finalement abandonnées sur le reste des rames au cours du programme de rénovation, en raison de critiques de la part d'usagers et d'associations d'usagers sur la suppression de places assises que cela implique.
Pour assurer les trafics, six rames MI 84 du RER A sont affectées au RER B dans le cadre du programme RER B Nord+. Pour compenser, 10 rames MS 61 supplémentaires du RER A seront rénovées, pour 12,25 millions d’euros, au lieu d’être radiées.

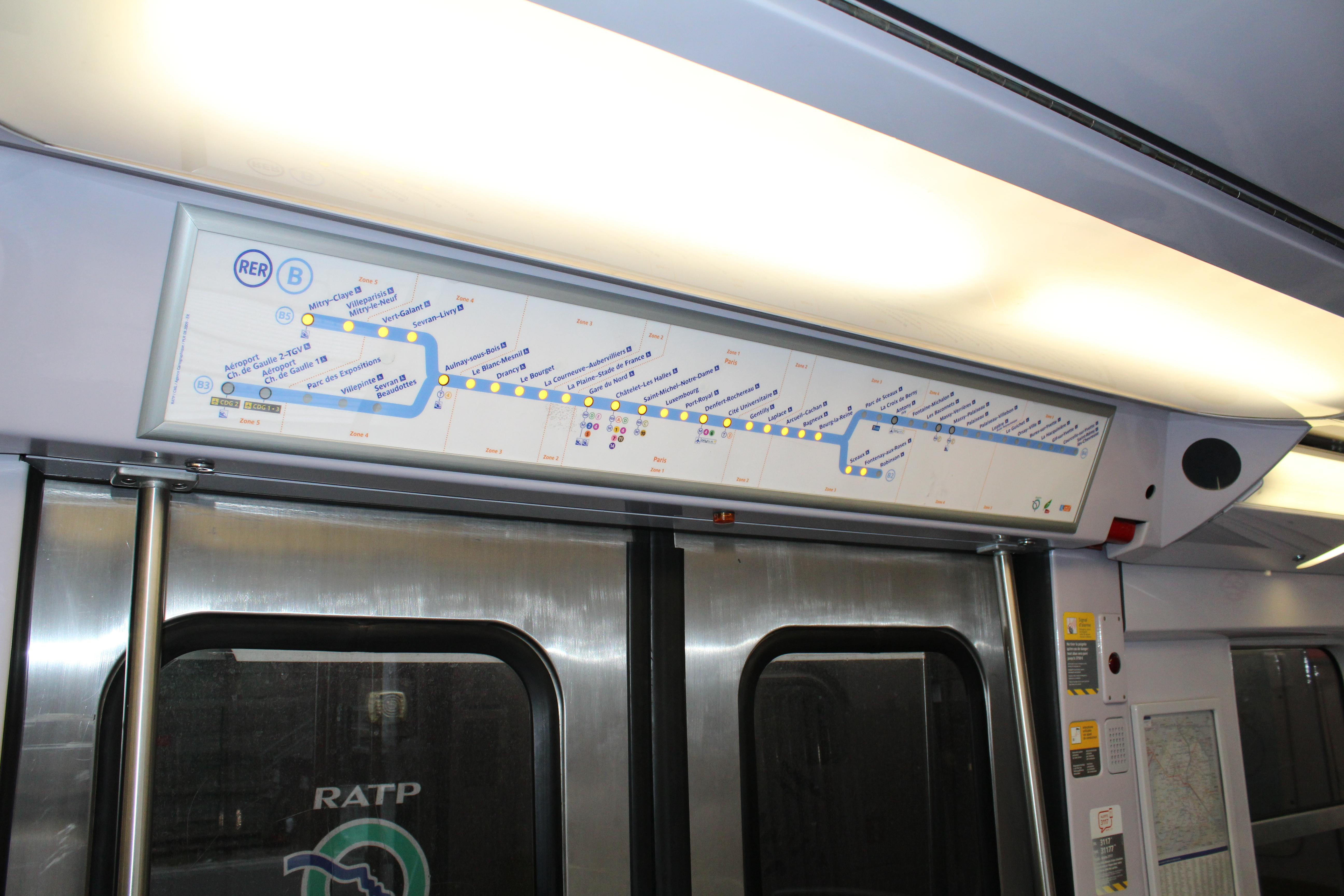
Plan lumineux de la ligne B du RER d'une MI 79 rénovée.

Le 7 décembre 2010 est mise en service la première rame MI 79 rénovée, les 118 autres devant l’être jusqu’en 2015.
Cette modernisation doit prolonger la durée de vie des rames de 15 à 20 ans. Après la réalisation d’un prototype par le site d'Alstom de Reichshoffen, la rénovation de la première rame de présérie est réalisée dans les ateliers RATP de Sucy-en-Brie.

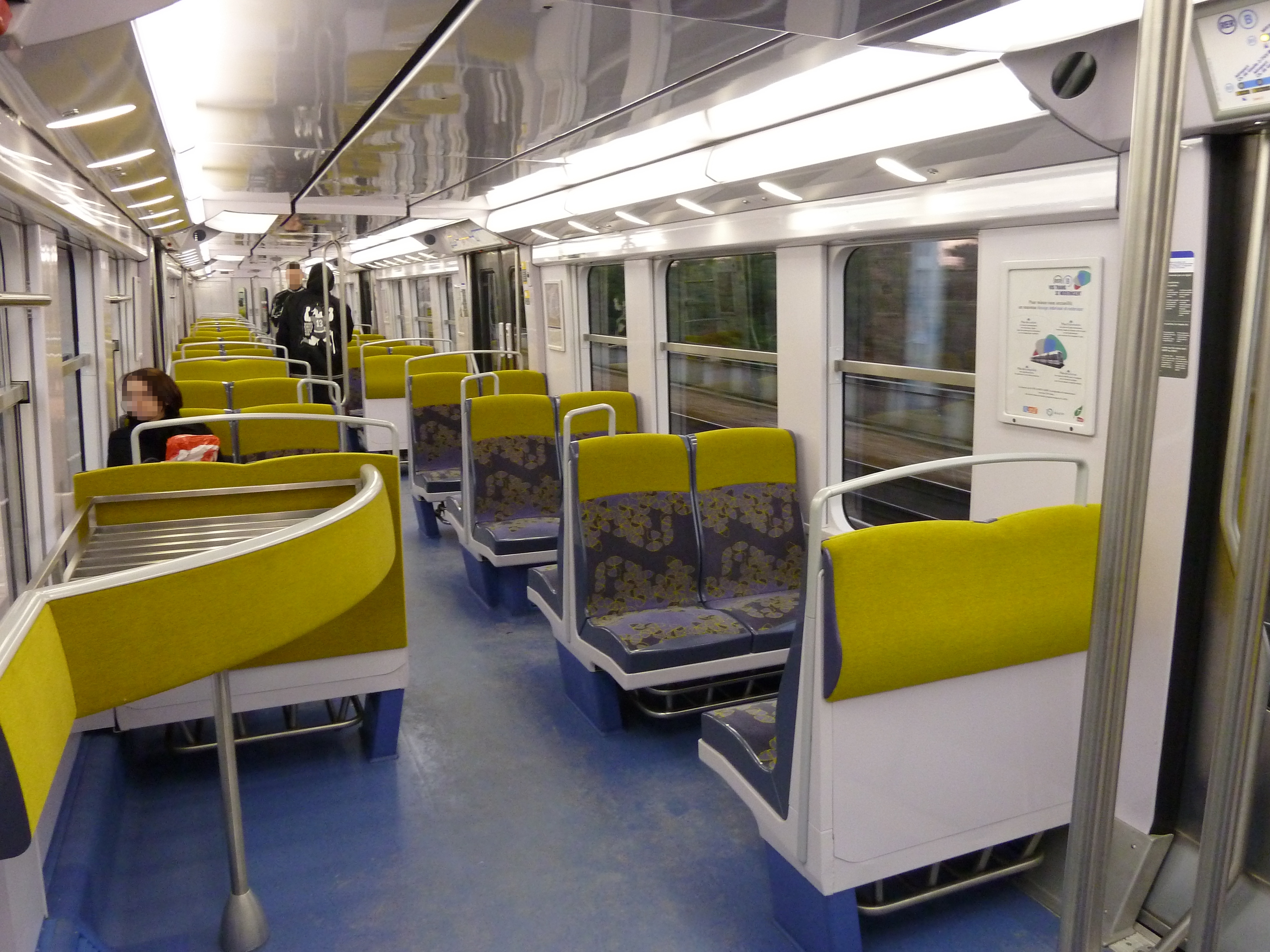
Intérieur d'une rame MI 79 rénovée. À gauche de la photo, un casier à bagages est disponible. Cette transformation sera abandonnée avant la fin de la rénovation.

Le confort des voyageurs est accru avec la ventilation réfrigérée, système qui permet d'obtenir une baisse de température de quelques degrés avec l’extérieur, donnant une sensation de fraîcheur relative et un aménagement intérieur complètement revu (suppression des cloisons intérieures, sièges plus confortables, barres de maintien supplémentaires, éclairages plus doux…). Un système d’information des voyageurs, sonore et visuel, informe les voyageurs sur la destination, les dessertes et les correspondances. Les portes d’accès aux deux extrémités de la rame disposent d’un marchepied pour faciliter l’accès à la rame. Le nouveau design est réalisé par l’agence MBD Design en collaboration avec Alstom, la RATP, la SNCF et le STIF,.
En septembre 2011, une enquête a décelé des résidus d’amiante dans les rames nouvellement rénovées. En effet, sur les 60 voitures qui ont été contrôlées, 32 à 36 contiennent de l’amiante. Ces rames ont donc été retirées de la circulation, abaissant le nombre de trains sur la ligne de 20%.
Fin 2013, 58 rames étaient rénovées, 75 à la mi-2014, 100 en juin 2015 et la dernière en décembre 2015.
Depuis 2017, les MI 79 reçoivent un pelliculage gris clair sur les vantaux des portes, perdant alors leur aspect inox, comme cela a déjà été fait sur plusieurs matériels du réseau[réf. souhaitée].

### Rénovation des MI 84 du RER B

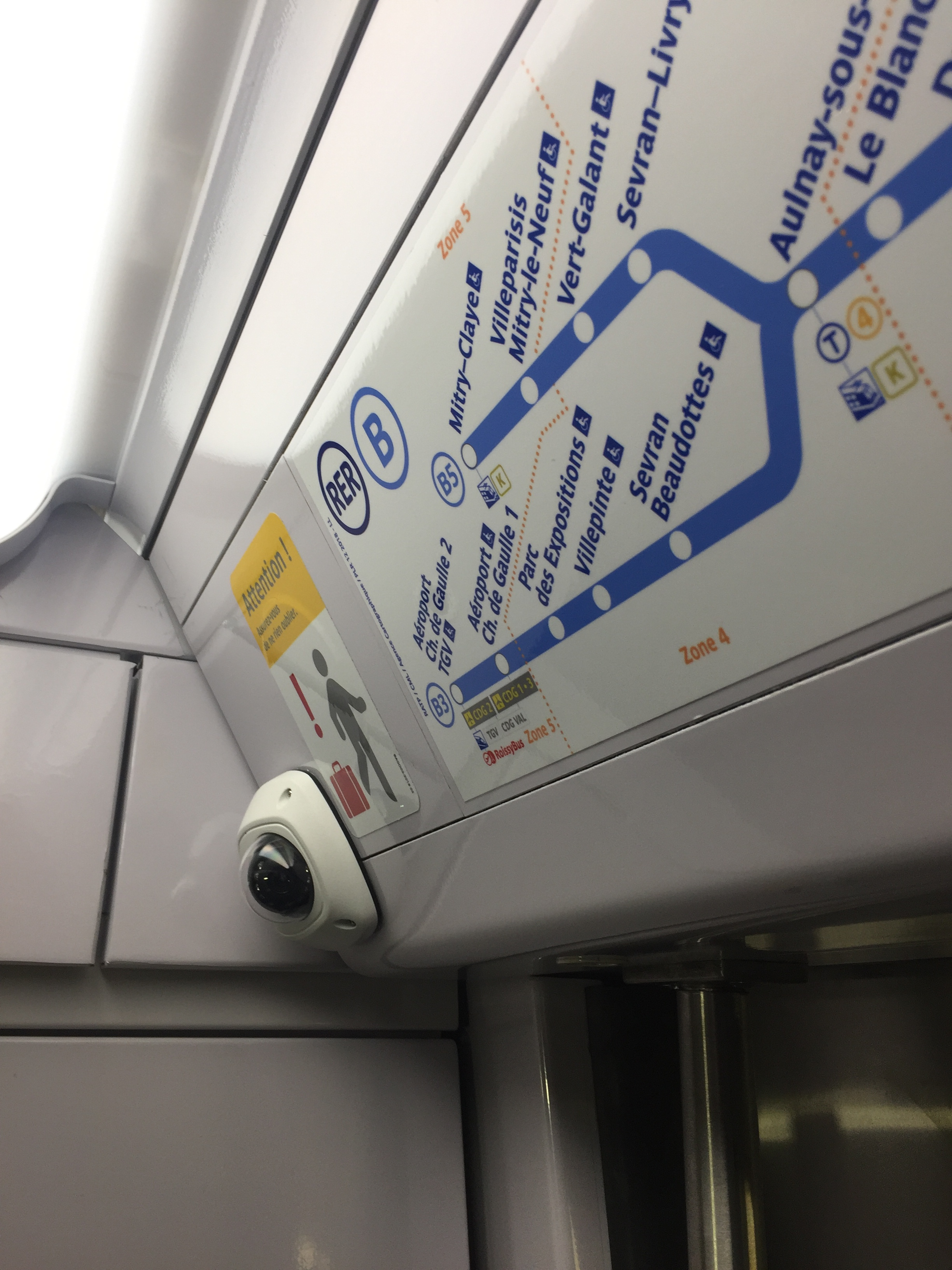
MI 84 rénové avec caméra de vidéosurveillance.

Les rames MI 84 de la ligne B sont progressivement également rénovées de manière assez semblable à celle des MI 79. La société Alstom a remporté l'appel d'offre de rénovation de ces rames, pour 31 rames (tranche ferme) et jusqu'à 10 rames supplémentaires (tranche optionnelle). La livraison de ces rames était prévue pour fin 2018 mais finalement la mise en service de la première rame rénovée a lieu le 7 octobre 2020, soit avec un an de retard dû à la présence d'amiante. Contrairement aux rames MI79, il s'agit d'une rénovation plus légère qui n'a pas pour but de les prolonger de beaucoup d'années en raison de leur ancienneté et de leur remplacement par des MI 20 à partir de 2025. Le plafond et les plafonniers d'éclairages, bien qu'inchangés, ont été repeints en blanc.

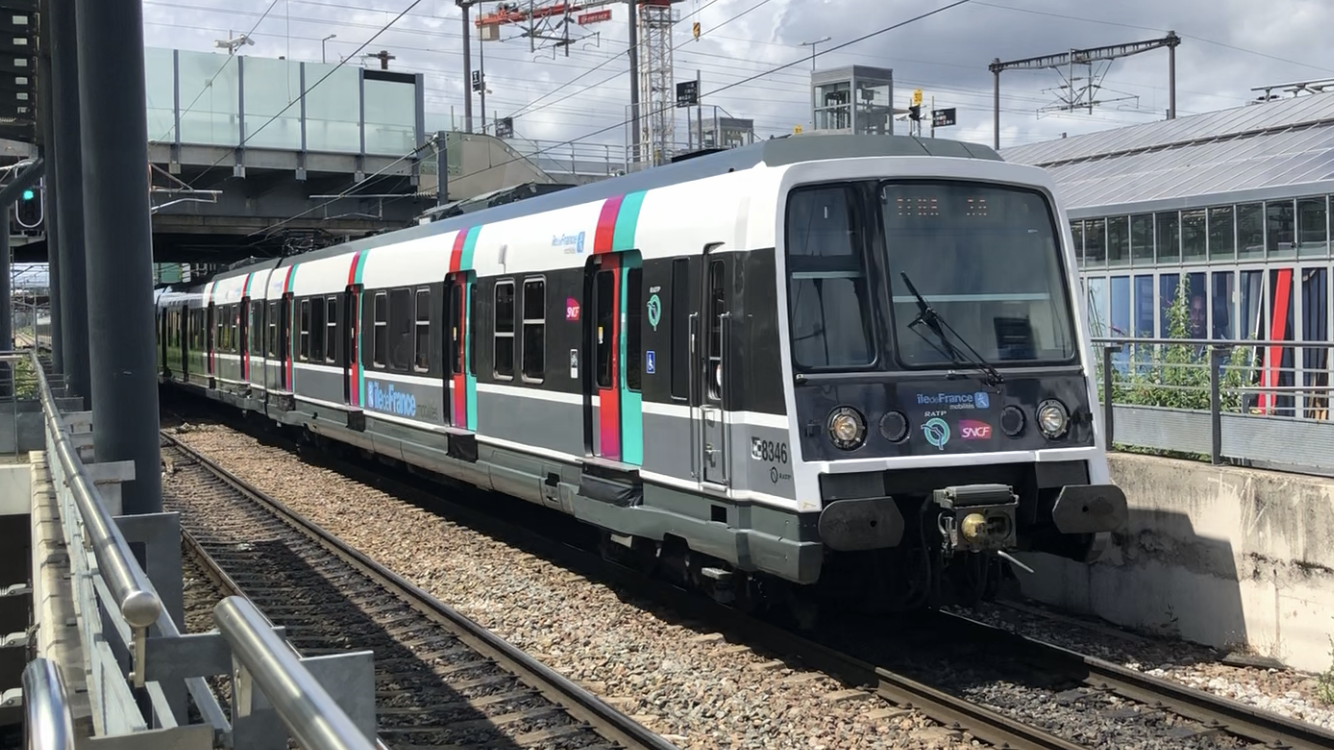
MI 84 rénové en gare du Bourget.

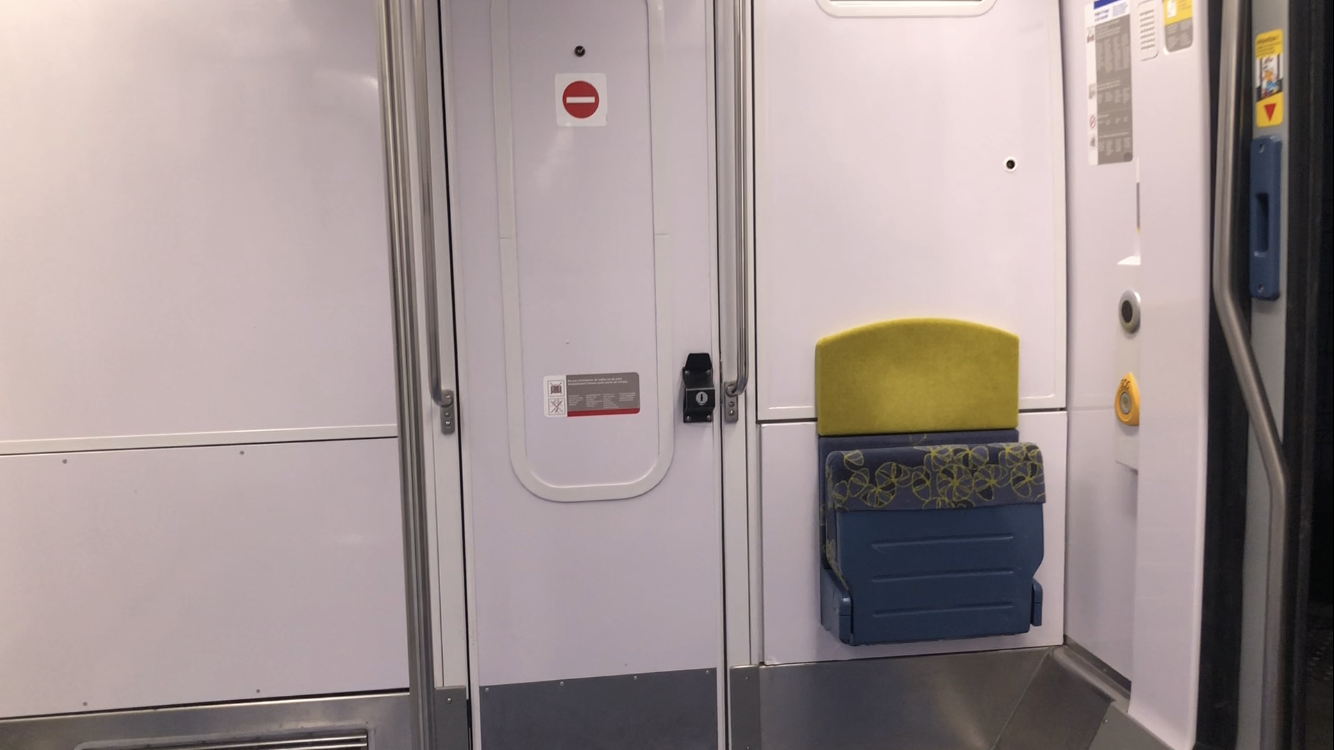
Strapontin dans un MI 84.

L'aménagement des MI 84 rénovés a été dévoilé le 4 octobre 2019 sur le site d'Alstom de Reichshoffen. À l'extérieur, le MI 84 reprend la livrée du MI 79 avec le logo d'Île-de-France Mobilités sur les côtés de la rame ainsi que sur la face avant. Au niveau de l'aménagement intérieur, les MI 84 ont les mêmes sièges que les MI 79 et les espaces à bagages déjà abandonnés au cours de la rénovation des MI 79 ne sont pas reconduits. Les cloisons intérieures sont supprimées. Les parois intérieures sont blanches et le plafond d'origine est conservé et repeint en blanc. Les tubes fluorescents de couleur chaude sont remplacés par des tubes LED de lumière blanche, en adéquation avec le blanc des parois intérieures repeintes. Des barres de maintien triples ont été installées, ainsi que la ventilation réfrigérée et la vidéo-protection. Un signal lumineux se déclenche au même moment que le signal sonore. Un strapontin est ajouté dans l'espace PMR (contrairement aux MI 79 qui n'en possèdent pas). Cette rénovation n'ajoute pas d'information dynamique, à cause des contraintes techniques.
La Z 8483/4, première rame rénovée, arrive aux ateliers de Massy - Palaiseau en septembre 2019. Elle devait être mise en service le 14 décembre 2019 puis en avril 2020. En raison de l’épidémie de Covid-19 et de longs délais administratifs, elle l'est seulement à la fin de l’année 2020, soit avec deux ans de retard. De ce fait, la première rame MI 84 rénovée mise en service est la Z 8349/50, le 7 octobre 2020, les dernières étant attendues dans le courant de 2022, avant l'arrivée des rames à deux niveaux MI 20.
Le 10 mai 2023, alors que dix trains ont été rénovés et six sont en cours de rénovation dans les ateliers de Reichshoffen, Île-de-France Mobilités met fin au contrat avec Alstom en raison des retards cumulés de l'opération. Les autres quinze trains concernés seront rénovés de façon plus légère sans installation de la ventilation réfrigérée et de vidéo-protection.

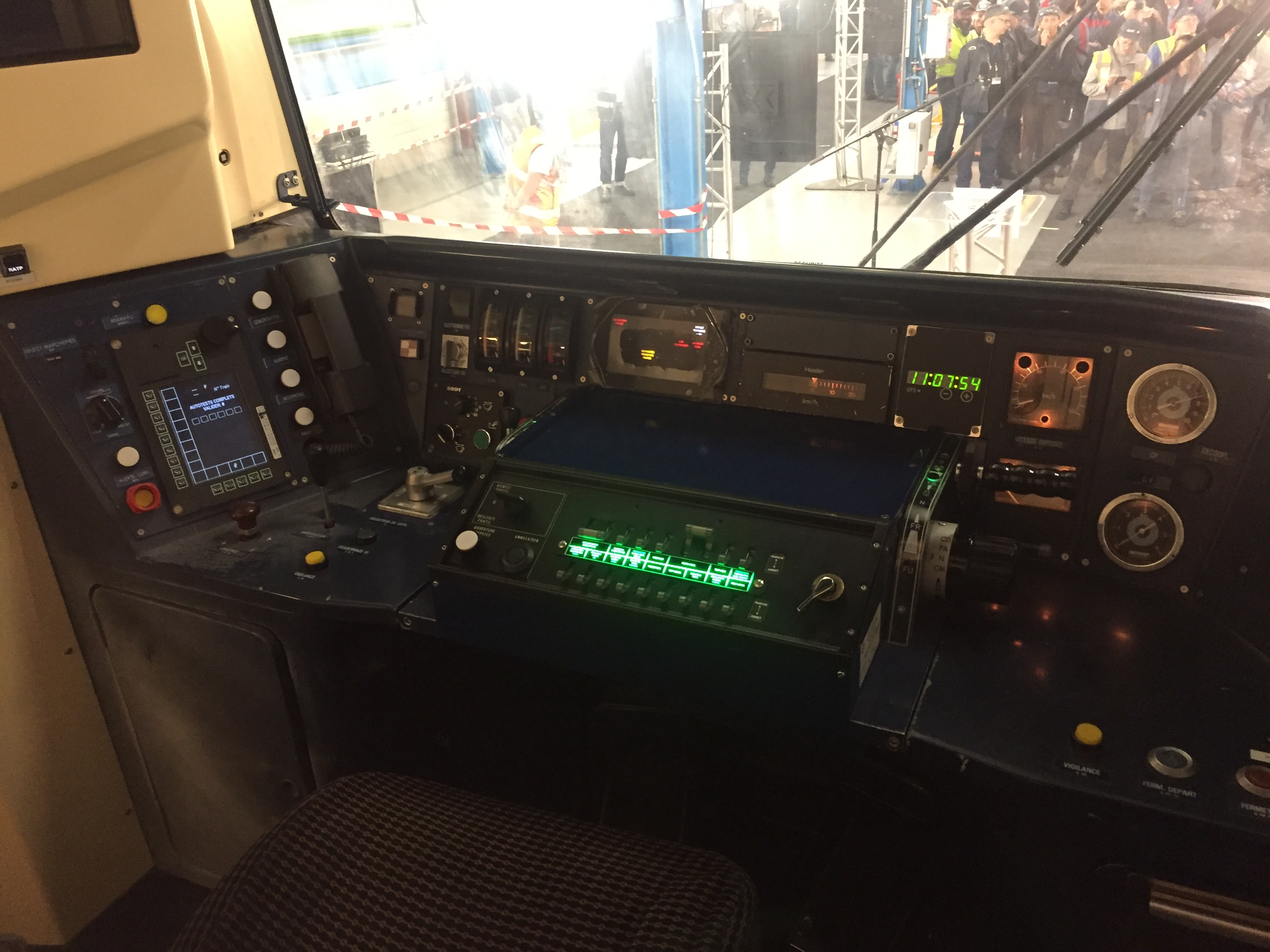
Poste de conduite d'une rame MI 84 en cours de rénovation dans l'atelier Alstom de Reichshoffen.

## Service
Les marchepieds sont mobiles afin de pouvoir s’adapter à la hauteur variable des quais. C'est le conducteur qui commande le changement de hauteur de la palette mobile, selon la hauteur des quais à desservir.
Sur le RER B, ce changement avait lieu en gare du Nord jusqu'à la modification des quais sur les deux voies de la ligne de Crépy-en-Valois maintenant spécialisées au RER. Cependant, en cas d'incident ou de travaux, la circulation sur les deux autres voies de la ligne impose d'abaisser les palettes mobiles.

Sur la branche ouest du RER A, à partir de la normalisation de la hauteur des quais à 92 cm, cette fonctionnalité ne fut plus utilisée que lors des ruptures d’interconnexion (les quais de la gare Saint-Lazare, d'une longueur suffisante pour recevoir une unité multiple de deux rames MI 84, étant mi-hauts), jusqu'à ce que ces rames soit remplacées par des MI à deux niveaux.

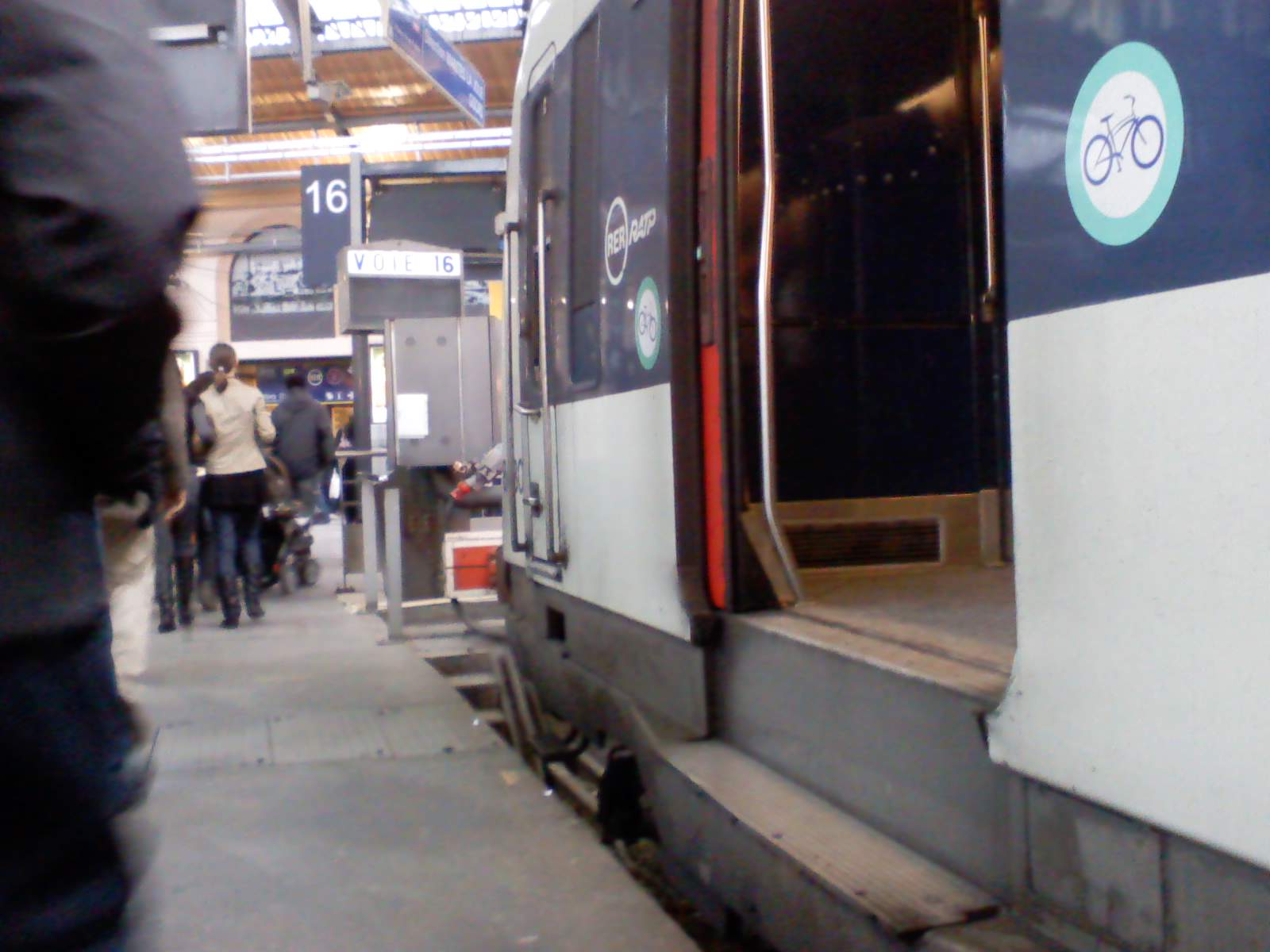
Marchepied en position basse, d'une rame MI 84 en gare de Paris-Saint-Lazare.

### MI 79

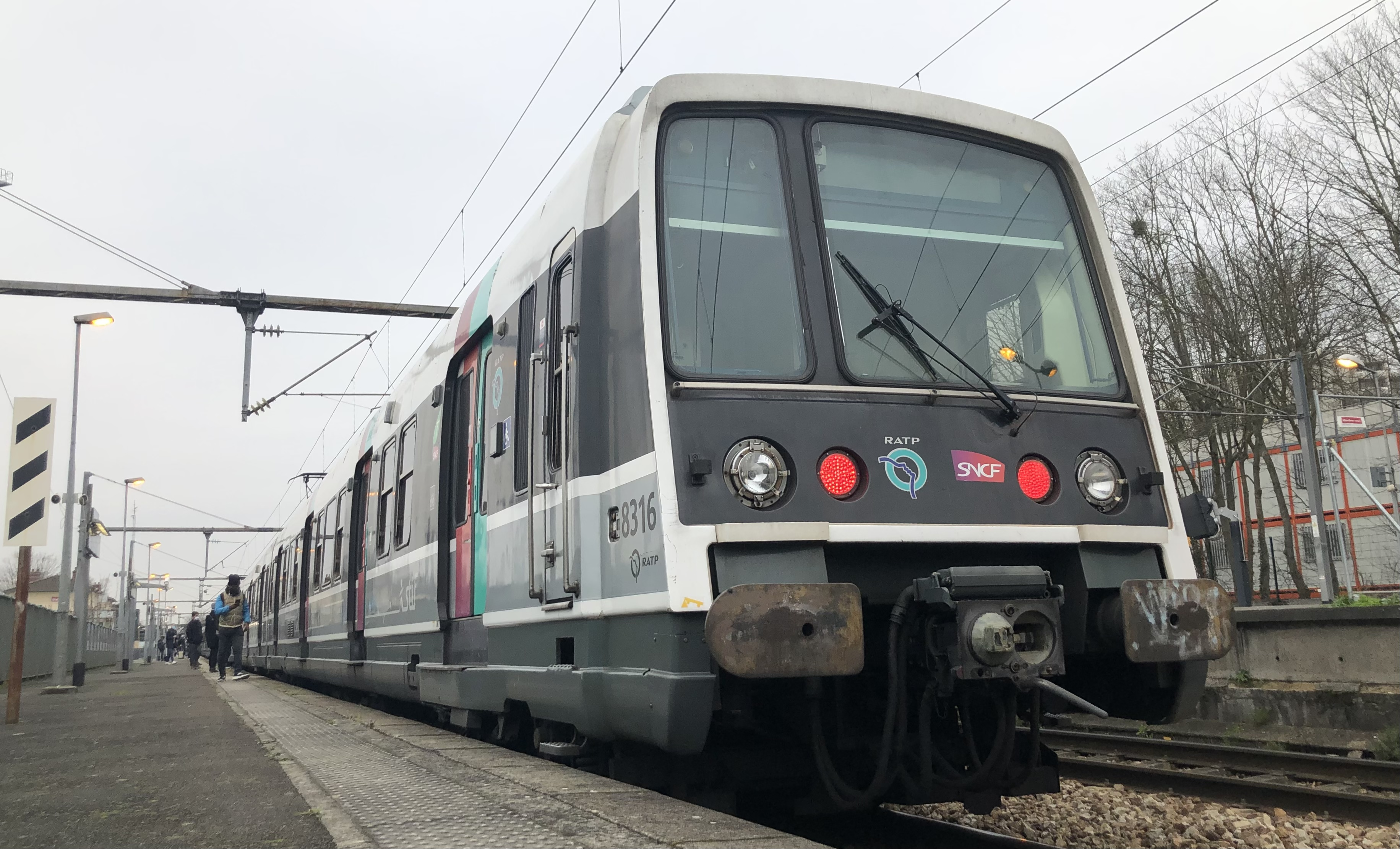
MI 79 desservant le quai bas de la gare de Sevran - Livry.

L’ensemble des rames  MI 79  est en service sur la ligne B du RER. Elles sont toutes entretenues aux ateliers RATP de Massy - Palaiseau ou SNCF de Mitry - Claye.
Entre décembre 1983 et mars 1984, lors de l'épisode des moteurs du MS 61, jusqu'à 24 éléments MI 79 ont été détachés sur le RER A pour compenser le matériel immobilisé. Une particularité de ce détachement était le croisement des demi-éléments de deux  éléments afin d'avoir à chaque extrémité une cabine équipée du téléphone compatible avec le standard du RER A. Par exemple, on avait deux éléments jumeaux 8107-8188 et 8187-8108 formant une rame-bloc avec les cabines non équipées se faisant face.
Pendant les hivers rigoureux de 1985, 1986 et 1987, ce matériel s’est révélé être très sensible au gel et a posé de multiples problèmes, au point de ne plus pouvoir circuler, obligeant à faire appel in extremis à des automotrices Z 23000 — mises en service de 1937 à 1962 et qui étaient sur le point d’être radiées — monocourant donc interrompant l’interconnexion à la gare du Nord. Depuis, l’isolation des parties électriques et de la motorisation a été améliorée.

### MI 84

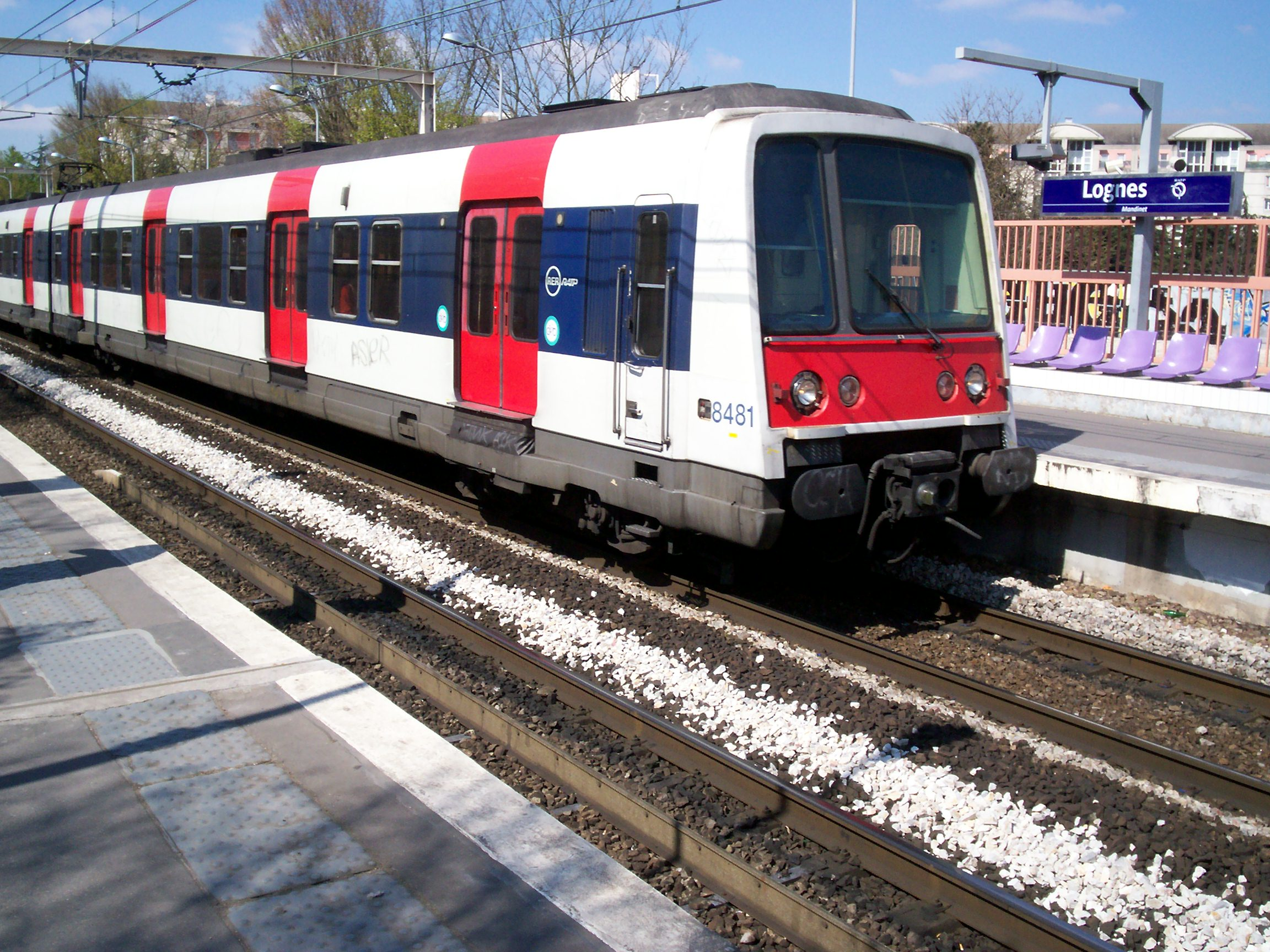
Vue d'une rame MI 84 en gare de Lognes.

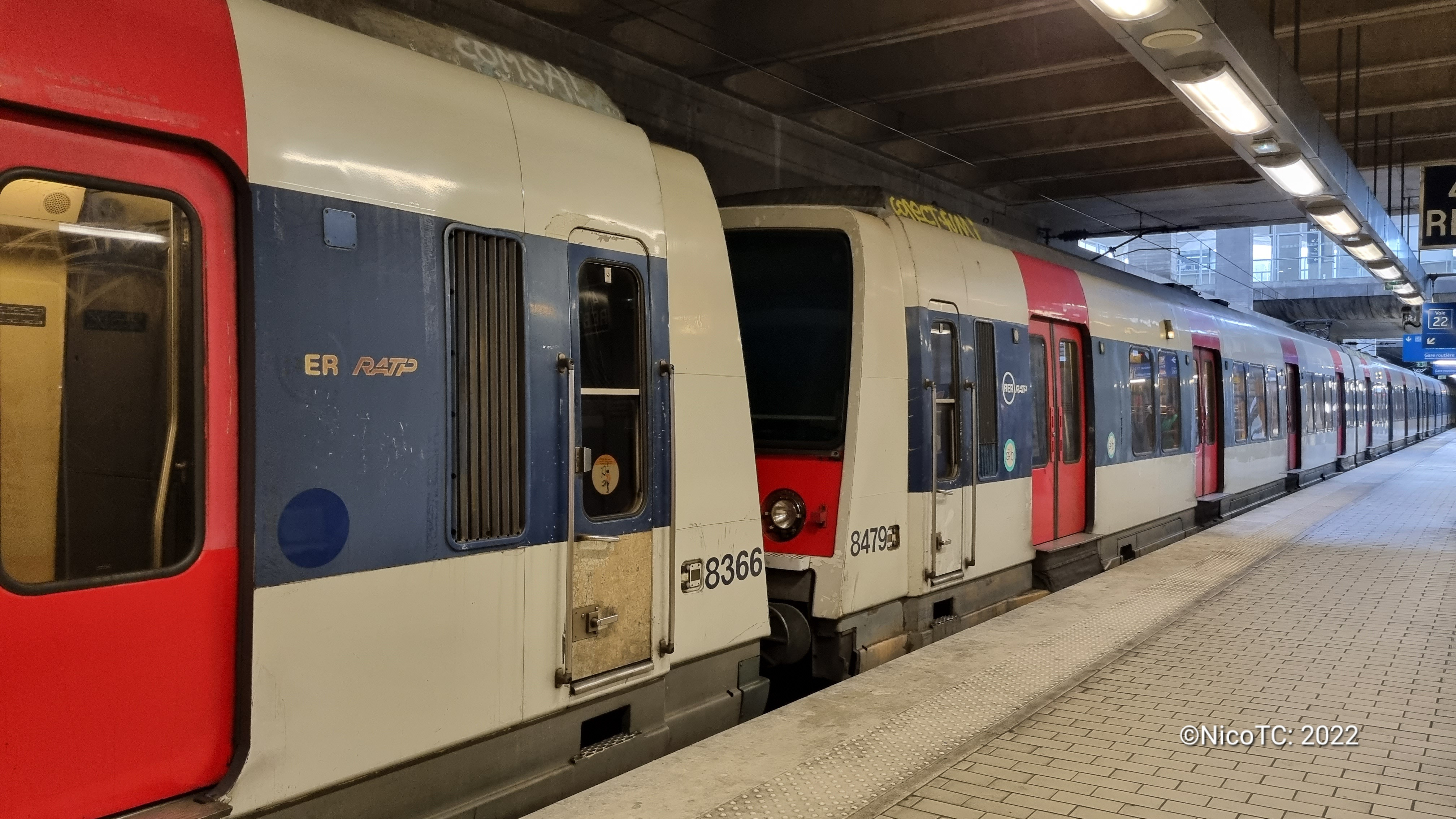
Rame MI 84 non rénovée à la gare de l'aéroport Charles-de-Gaulle 1.

La mise en service des deux premières rames eut lieu le 5 mars 1984. Elles appartiennent à la RATP mais circulent également en zone SNCF, sur la partie nord du RER B, ainsi que sur les tronçons SNCF de Nanterre-Préfecture à Cergy du 29 mai 1988 au 10 avril 2014 et de Nanterre-Préfecture à Poissy du 29 mai 1989 au 31 mars 2014, tronçons tous deux situés sur la partie ouest du RER A désormais desservis uniquement par des rames à deux niveaux.
La série des MI 84 a été complète sur le RER A de 1989 à 1998, soit pendant neuf ans. À partir de 1998, l'arrivée des MI 2N de 1997 jusqu'en 2005 — qui élimineront huit éléments MI84 en 1998 —, puis des MI 09 — qui les remplaceront totalement — de 2011 jusqu'en 2017 entraîne la mutation de 42 éléments du RER A vers le RER B, les autres étant radiées ou garées bon état (GBE).
La première rame MI 84 réformée a été la Z 8485/6 ; à la suite d'un blocage d'essieu survenu à la gare de Cergy-le-Haut le 17 novembre 2012, elle a été jugée inapte à circuler en service commercial.
En février 2013, la possibilité d'affecter vingt éléments aux navettes entre Melun et Montereau (via Héricy) de la ligne R du Transilien, et aux navettes entre Juvisy et Melun (via Évry-Courcouronnes) du RER D pour radier les Z 5300, a été évoquée sans qu'aucune échéance ne soit précisée. Cette idée est abandonnée sous divers arguments tels que l'emmarchement inadapté, la nécessité de former le personnel et la durée de vie réduite du matériel. À la place, la commande de 42 éléments Regio-2N a permis d'éliminer définitivement les Z 5300.
À partir du 10 avril 2014, les rames MI 84 du RER A circulent uniquement sur les branches de Saint-Germain-en-Laye et de Boissy-Saint-Léger en attendant leur réforme à partir de mai 2016. Enfin, elles sont définitivement retirées du RER A le 25 février 2017.
En mai 2023, la présidente d'Île-de-France Mobilités annonce l'abandon de la rénovation des MI 84, Alstom n'ayant pas honoré son contrat ; une partie des 31 rames restantes recevront quand même une rénovation allégée sans installation d'équipements tels la vidéosurveillance ou la ventilation réfrigérée. Dix rames avaient déjà été rénovées en mai 2023, six sont alors en cours de rénovation et une quinzaine reste à rénover, ce qui devrait être fait par conséquent en interne par la RATP.

## Parc
Au 25 octobre 2021, il y avait 116 rames MI 79 et 42 rames MI 84, toutes affectées sur le RER B, soit un total de 158 rames, à comparer avec les 120 rames en service lors de l'interconnexion complète.

## Remplacement des MI 79 et 84
Le 28 juin 2018, RATP, SNCF et Île-de-France Mobilités annoncent dans un communiqué commun la publication d'un appel d'offres pour le remplacement des rames actuelles par un nouveau matériel alors appelé MI NG (matériel interconnecté de nouvelle génération), puis renommé MI 20, à hauteur de 146 commandes fermes et 34 en option avec de premières livraisons en 2024 en vue de réaliser les essais d'homologation permettant leur mise en service commerciale dès 2025, date retardée par Alstom de 2025 à 2027.

## Modélisme
La rame MI 79/84 est reproduite en résine (caisses brutes, non peintes), à l'échelle HO par la firme ApocopA (depuis 2015).

## Dans les jeux vidéo
Le MI 79 est reproduit sur Microsoft Train Simulator pour la ligne B du RER.
Le MI 79 est également reproduit dans le jeu Open BVE, dans le jeu Transport Fever, dans le jeu Trainz,dans le jeu Cities Skylines avec le MI 84, et dans le jeu SimCity 4.